# L'isola disabitata
L'isola disabita (Den öde ön) är en opera (azione teatrale) i två akter med musik av Joseph Haydn och libretto av Pietro Metastasio.

## Historia
Operan var Haydns första seriösa opera på nästan 17 år och den enda som byggde på en text av Metastasio. Den uppfördes den 6 december 1779 på slottet Esterházy i Eisenstadt och komponerades till furste Esterházyz namnsdag. Då slottsteatern hade brunnit ner månaden innan skedde premiären inne på slottet, troligtvis utan dekor och scenografi.

## Personer
- Costanza (mezzosopran)
- Enrico (baryton)
- Gernando (tenor)
- Silvia (sopran)

## Handling
Systrarna Costanza och Silvia är skeppsbrutna på en öde ö. De räddas av sina älskade först efter tre år.